# Johnny Rockets

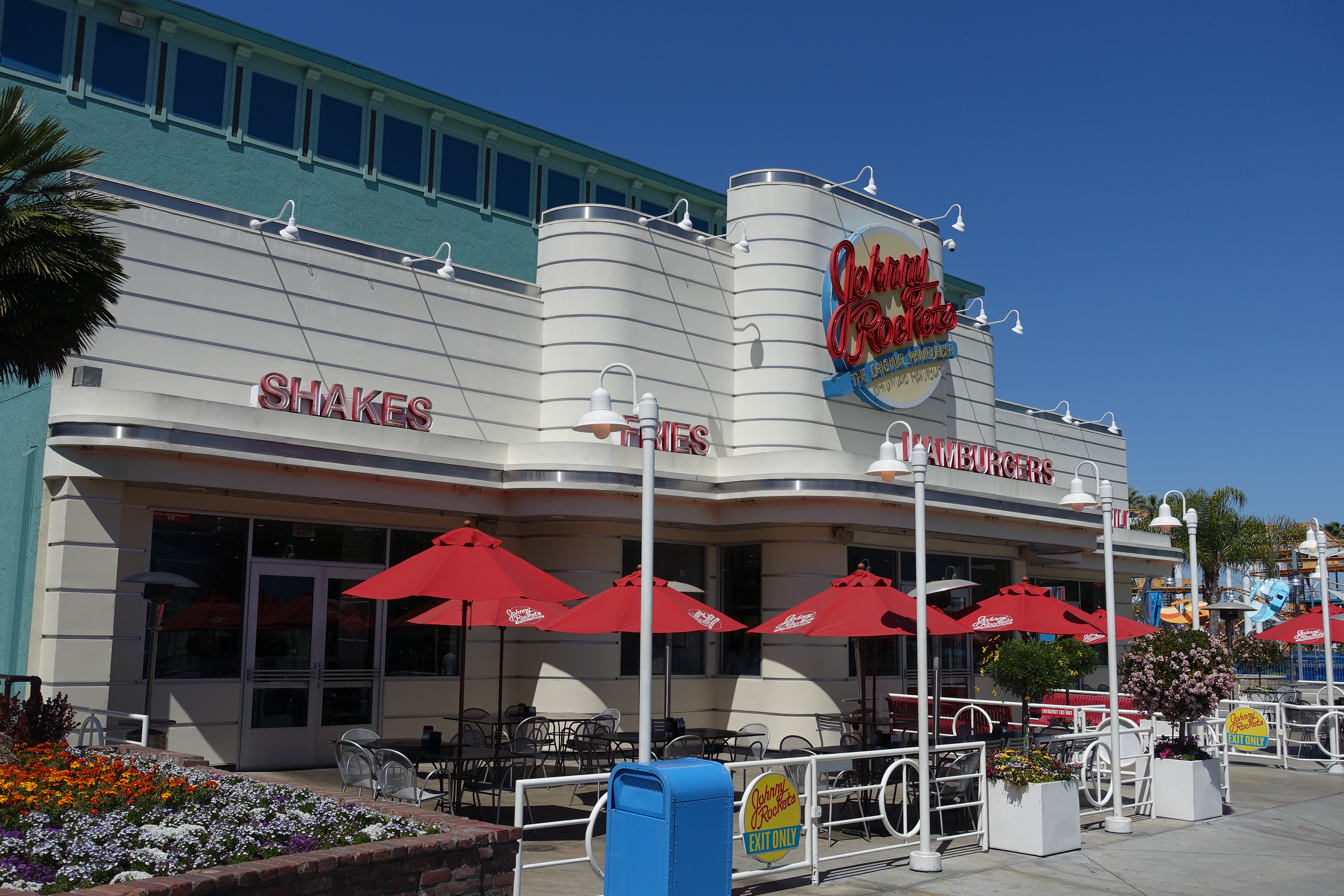
Een vestiging van Johnny Rockets in een pretpark in Californië

Johnny Rockets is een Amerikaanse keten van fastfoodrestaurants waarvan de eerste in 1986 werd geopend. Deze zijn ingericht volgens een retrothema, namelijk de diners zoals die in de jaren vijftig in gebruik waren.
De keten doet aan franchising. In Europa zijn vestigingen te vinden in Oslo, Madrid, Rome, Warschau en Noord-Nicosia.